# Camera dei fasci e delle corporazioni
La Camera dei fasci e delle corporazioni fu un organo legislativo del Regno d'Italia che sostituì la Camera dei deputati dal 1939 al 1943, nella XXX legislatura, durante il periodo fascista.

## Storia
La Camera dei fasci e delle corporazioni fu istituita con legge 19 gennaio 1939, n. 129 (essendo lo Statuto albertino una costituzione flessibile era sufficiente una legge ordinaria per modificarlo) e tenne la sua seduta inaugurale il 23 marzo dello stesso anno.
Fu sciolta subito dopo la caduta del regime fascista, dal regio decreto legge 2 agosto 1943, n. 705, entrato in vigore il giorno 5 dello stesso mese, il quale stabiliva inoltre che entro quattro mesi dalla fine della guerra si sarebbero dovute svolgere le elezioni per la nuova Camera dei deputati. Tale decreto fu definitivamente ratificato solo con la legge 5 maggio 1949, n. 178, a Costituzione già approvata e in vigore e pertanto senza alcuna efficacia. La legge istitutiva del 1939 (anch'essa ormai priva di efficacia a seguito dell'avvento della Repubblica) è stata formalmente abrogata il 16 dicembre 2009, con l'entrata in vigore di alcune disposizioni in materia di semplificazione normativa contenute nel decreto-legge 22 dicembre 2008, n. 200, convertito, con modificazioni, dalla legge 18 febbraio 2009, n. 9.
La Repubblica Sociale Italiana istituì a Venezia la propria camera dei fasci e delle corporazioni che, secondo il manifesto di Verona, doveva essere eletta popolarmente. La guerra civile ne impedì lo svolgimento regolare delle sessioni, e per questo motivo mai riunita. Nella costituzione della RSI, scritta dal ministro dell'educazione nazionale Carlo Alberto Biggini, non vi è alcun riferimento alla Camera dei fasci e delle corporazioni, la cui struttura può essere ritrovata nell'Assemblea costituente.

## Struttura
I membri della Camera dei fasci e delle corporazioni, non più denominati deputati ma consiglieri nazionali, erano in numero non limitato (nel 1939 erano 681). Non erano eletti tramite elezioni, ma ne facevano parte di diritto in quanto componenti:
- del Gran consiglio del fascismo[4];
- del Consiglio Nazionale del Partito Nazionale Fascista, organo composto dai massimi gerarchi del partito e dai dirigenti delle associazioni collegate, ovvero: 
  - segretario, componenti del direttorio nazionale, ispettori e segretari federali del Partito Nazionale Fascista;
  - segretario, vicesegretario e due ispettori dei fasci italiani all'estero;
  - presidente dell'associazione fascista famiglie caduti, mutilati e feriti per la rivoluzione;
  - fiduciari nazionali delle associazioni fasciste della scuola, del pubblico impiego, dei ferrovieri dello stato, dei postelegrafonici e degli addetti alle aziende industriali dello Stato;
  - presidenti dell'Istituto nazionale di cultura fascista, dell'Opera nazionale del dopolavoro, del Comitato olimpico nazionale italiano, dell'Associazione nazionale mutilati e invalidi di guerra, dell'Associazione nazionale combattenti e reduci, delle Confederazioni fasciste dei datori di lavoro e dei lavoratori e della Confederazione fascista dei professionisti e degli artisti;
  - segretario del Partito Fascista Albanese;
- del Consiglio nazionale delle corporazioni, organo presieduto dal capo del governo e composto da oltre cinquecento membri in rappresentanza delle organizzazioni sindacali fasciste e soprattutto imprenditoriali, dei ministeri economici e sociali, del Partito Nazionale Fascista e delle grandi opere nazionali.

Secondo l'art. 9 della legge 19 gennaio 1939 n. 129, non potevano far parte della Camera dei fasci e delle corporazioni coloro che erano senatori del Regno o accademici d'Italia.
Non era previsto un rinnovo periodico della Camera dei fasci e delle corporazioni, in quanto il mandato dei consiglieri nazionali terminava quando essi cessavano di appartenere ai suddetti organi. Tuttavia i lavori della Camera, così come quelli del Senato, continuavano ad essere suddivisi in legislature (ve ne fu, per ovvi motivi, una sola): la fine di ciascuna legislatura era stabilita con decreto reale, su proposta del Capo del governo primo ministro segretario di Stato (il decreto fissava anche la data di convocazione delle due camere in seduta comune, per ascoltare il discorso della corona col quale si apriva la nuova legislatura).
Il presidente della Camera dei fasci e delle corporazioni e i vicepresidenti erano nominati con decreto reale. Il primo presidente fu Costanzo Ciano (dal 23 marzo alla sua morte, avvenuta il 26 giugno 1939) al quale succedette Dino Grandi (dal 30 novembre 1939 al 4 agosto 1943) che restò, insolitamente, per un periodo anche ministro della giustizia.
Sciolta la Camera dei fasci e delle corporazioni, il governo affidò temporaneamente a Vittorio Emanuele Orlando le funzioni amministrative spettanti al suo presidente.

## Funzioni

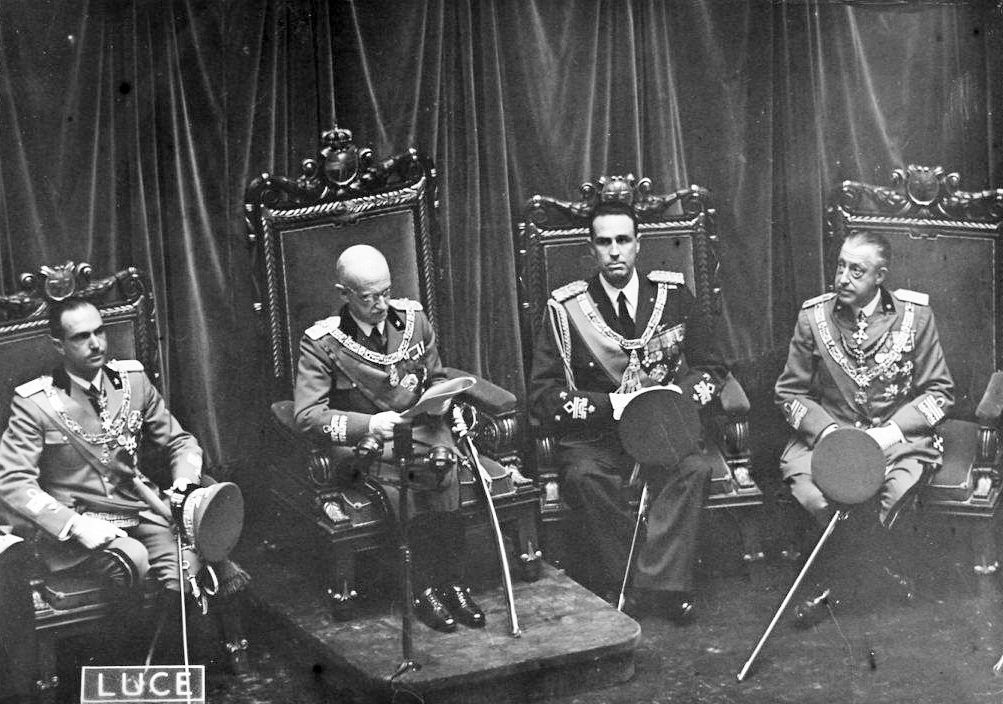
Vittorio Emanuele III inaugura la Camera dei fasci e delle corporazioni

La Camera dei fasci e delle corporazioni condivideva il potere legislativo con il governo e il Senato del Regno (non toccato dalla riforma del 1939, ma fascistizzato con la nomina di ben 211 nuovi senatori). Tuttavia il suo ruolo, così come quello del Senato, era complementare; infatti l'art. 2 della legge istitutiva recitava: "Il Senato del Regno e la Camera dei fasci e delle corporazioni collaborano col governo alla formazione delle leggi".
La Camera dei fasci e delle corporazioni (così come il Senato) discuteva e approvava in assemblea plenaria, su relazione delle commissioni competenti, i soli disegni di legge indicati nella legge istitutiva (quelli di carattere costituzionale, le deleghe legislative di carattere generale, i progetti di bilancio ed i rendiconti consuntivi dello stato, ecc.). Tutti gli altri disegni di legge erano esaminati e definitivamente approvati dalle commissioni, salvo che il governo o la stessa camera, autorizzata dal Capo del governo primo ministro segretario di Stato, avessero chiesto la discussione e il voto in assemblea plenaria. Il Capo del governo primo ministro segretario di Stato poteva inoltre stabilire che, per ragioni di urgenza, venissero approvati in commissione anche i disegni di legge per i quali era ordinariamente prevista la competenza dell'assemblea plenaria. La procedura di approvazione delle leggi in commissione è stata ripresa dalla Costituzione repubblicana e, in seguito, dalla Costituzione spagnola del 1978, nonché da alcuni statuti regionali (come quello del Piemonte).
Sebbene il ruolo della Camera dei fasci e delle corporazioni fosse piuttosto marginale, essa non mancò di una certa incidenza politica. Infatti, come nota Andrea Manzella "in quel segmento di ordinamento che si chiama Costituzione fascista e che durò due anni, dal 1938 al 1940, dopo la istituzione della Camera dei fasci e delle corporazioni, si capì che, anche in quel momento, occorreva creare un luogo di lavoro. Le Commissioni della Camera dei fasci e delle corporazioni, come attesta Renzo De Felice, dettero del filo da torcere al governo di allora. I disegni di legge del governo dovevano passare infatti nell'imbuto delle commissioni alla Camera dei fasci e delle corporazioni in cui c'erano potenti lobby di interessi". All'interno dell'organo un consigliere nazionale come Giuseppe Chiarelli arrivò ad esprimere «una posizione, che - al limite - potrebbe apparire un po’ astratta nell’ambito di un sistema autoritario a tendenza totalitaria. L’affermazione che il regime fosse
ancora uno Stato di diritto era stata - infatti - negata da Carmelo Caristia (1881-1969), allievo di
Mosca a Torino e poi docente a Catania dove ebbe a scontrarsi anche con Zangara, in una serie
di saggi tra cui l’ultimo su l’Archivio di diritto corporativo di Bottai che aveva polemizzato con chi
voleva coprire il superamento dello Stato di diritto con la formula Stato legale».

## Presidenti
- Costanzo Ciano (15 aprile 1939 - 26 giugno 1939)
- Dino Grandi (30 novembre 1939 - 2 agosto 1943)